# Bethany Benz
Vous pouvez aider à l'améliorer ou bien discuter des problèmes sur sa page de discussion.
- Il ne cite pas suffisamment ses sources. Vous pouvez indiquer les passages à sourcer avec {{référence nécessaire}} ou {{Référence souhaitée}}, et inclure les références utiles en les liant aux notes de bas de page. (Marqué depuis avril 2024)
- Certaines informations devraient être mieux reliées aux sources mentionnées dans la bibliographie ou les liens externes. Améliorez sa vérifiabilité en les associant par des références. (Marqué depuis avril 2024)
- Il ne s’appuie pas, ou pas assez, sur des sources secondaires ou tertiaires. (Marqué depuis avril 2024)

- Archive Wikiwix
- Bing
- Cairn
- DuckDuckGo
- E. Universalis
- Gallica
- Google
- G. Books
- G. News
- G. Scholar
- Persée
- Qwant
- (zh) Baidu
- (ru) Yandex
- (wd) trouver des œuvres sur Wikidata

Bethany Benz, née le 1er décembre 1986 en Ukraine, est une actrice américaine de films pornographiques.

## Biographie
D'origine russe et nigériane, Bethany Benz grandit en Russie et déménage aux États-Unis à l'âge de 12 ans. Benz fréquente l'école secondaire de Chicago (Illinois).
Elle commence sa carrière comme un modèle de glamour en utilisant le nom de scène de caviar. Elle est présentée dans des magazines tels que Jet, Motorsports et Rolling Out. Elle apparaît également dans plusieurs clips. Elle est une concurrente dans la série de télé-réalité VH1 For the Love of Ray J en 2009, mais est éliminée au quatrième épisode. Benz entre dans l'industrie du divertissement pour adultes en juillet 2010 et réalise son premier tournage hardcore pour Bang Bros. Parmi les meilleures sociétés que Bethany a apparues dans les catégories X : Freaky Empire, Bang Productions, Combat Zone, Pulse Distribution, Kick Ass Pictures et West Coast Productions[non neutre][pas clair]. Elle est nommée pour un AVN Award de la meilleure nouvelle starlette en 2012.

## Filmographie

### Récompenses et distinctions
- 2012 : AVN Award - nommée meilleure nouvelle starlette